# Mirlović Zagora
Mirlović Zagora falu Horvátországban Šibenik-Knin megyében. Közigazgatásilag Unešićhez tartozik.

## Fekvése
Šibeniktől légvonalban 16, közúton 23 km-re keletre, községközpontjától légvonalban 7, közúton 8 km-re északnyugatra Dalmácia középső részén a Zagorán fekszik.

## Története
Területén már a horvátok őseinek 7. századi letelepedése után létezett település, ezt bizonyítja a Copić-földön feltárt ószláv temető. 1298-ban a šibeniki püspökség alapítása alkalmával említik ezen a vidéken Pokrovnik, Banjica, Zaharina, Zamelica és Radićani falvakat, melyek a pokrovniki plébániához tartoztak.  A környező településekkel együtt 1522-ben szállta meg a török és csak a 17. század végén szabadították fel a velencei seregek. A török uralom idején területe a Klisszai szandzsák része volt. P. Bačić atya szerint ebben az időszakban kapta a település a mai nevét a muszlim Mirilović bégről. 1543-ban a török felégette a plébánia székhelyét Pokrovnikot és 1564-ben a plébánia működése is megszűnt. A keresztény hívek szolgálatát a visovaci ferences atyák látták el. A török uralom után lakossága részben Hercegovinából érkezett betelepülőkkel cserélődött ki és egy időben Ugarcinak nevezték. Ekkor alapították meg az új mirlovići plébániát, melyhez 1856-ig a mai községközpont Unešić is hozzá tartozott. A plébánia anyakönyveit 1698 és 1785 között még a visovaci ferences kolostorban vezették. A település 1797-ben a Velencei Köztársaság megszűnésével a Habsburg Birodalom része lett. 1806-ban Napóleon csapatai foglalták el és 1813-ig francia uralom alatt állt. Napóleon bukása után ismét Habsburg uralom következett, mely az első világháború végéig tartott. A falunak 1857-ben 308, 1910-ben 349 lakosa volt. Az első világháború után rövid ideig az Olasz Királyság, ezután a Szerb-Horvát-Szlovén Királyság, majd Jugoszlávia része lett. A délszláv háború során a település mindvégig horvát kézen volt. 2011-ben 387 lakosa volt, akik főként földműveléssel és állattartással foglalkoztak. A mirlovići plébániához ma Mirlović, Pakovo Selo, Pokrovnik, Radonić, Ostrogašica, Podumci és Donje Planjane települések tartoznak.

## Lakosság
| Lakosság változása | Lakosság változása | Lakosság változása | Lakosság változása | Lakosság változása | Lakosság változása | Lakosság változása | Lakosság változása | Lakosság változása | Lakosság változása | Lakosság változása | Lakosság változása | Lakosság változása | Lakosság változása | Lakosság változása | Lakosság változása |
| ------------------ | ------------------ | ------------------ | ------------------ | ------------------ | ------------------ | ------------------ | ------------------ | ------------------ | ------------------ | ------------------ | ------------------ | ------------------ | ------------------ | ------------------ | ------------------ |
| 1857               | 1869               | 1880               | 1890               | 1900               | 1910               | 1921               | 1931               | 1948               | 1953               | 1961               | 1971               | 1981               | 1991               | 2001               | 2011               |
| 308                | 348                | 337                | 283                | 337                | 349                | 299                | 347                | 653                | 724                | 756                | 829                | 730                | 657                | 411                | 387                |

## Nevezetességei
- Mária mennybevitele (Nagyboldogasszony) tiszteletére szentelt római katolikus plébániatemploma a 17. században épült, I. D. Caligari šibeniki püspök 1712-ben említi először. Később 1768-ban megújították és többször bővítették bővítették. Legkorábban a szentélyhez építették hozzá a sekrestyét, majd 1911-ben két oldalára kápolnákat építettek. Így a templom latin kereszt alaprajzú lett. A főhomlokzat mellé a déli oldalra épült a négyszögletes torony. A homlokzaton a bejárat mellett két kis ablak található, felette egy nagyobb kőkeretes ablak, legfelül egy kisebb ablakkal. A harangtoronyban három harang található. A márvány főoltár 1916-ban készült, a hajóban levő két mellékoltár Szent Jakab apostol és Páduai Szent Antal tiszteletére van szentelve. 1999-ben a templomot megújították. Ennek során új tetőt kapott szigeteléssel, a falakhoz betonkoszorút építettek, kiásták az alapokat és járdát alakítottak ki. A templom körül temető található, melyet kőfal övez. A fal mellett tíz, a templom közeléből és temetőből kiásott régi sírkövet állítottak fel.[2]
- Škaro településrésztől mintegy háromszáz méterre északra található a Škarin régészeti lelőhely, egy barlang egy magas sziklákkal körülvett mély víznyelő alján. A belső tér egy tágas, 49 hosszú és 28 széles csarnok, amelynek maximális magassága 10 méter. A denevér- és galambürülék 7 méter vastag rétegében végzett próbaásatás során számos kerámia-, csont- és kőtárgy töredéke került elő, amelyek több mint 5000 éves időszakra nyúlnak vissza.[5]